# Pakistán en los Juegos Paralímpicos de Londres 2012
Pakistán estuvo representado en los Juegos Paralímpicos de Londres 2012 por dos deportistas masculinos. El equipo paralímpico pakistaní no obtuvo ninguna medalla en estos Juegos.